# پرکانلو
پرکانلو، روستایی از توابع بخش مرکزی شهرستان اسفراین در استان خراسان شمالی ایران است.

## جمعیت
این روستا در دهستان میلانلو قرار دارد و براساس سرشماری مرکز آمار ایران در سال ۱۳۸۵، جمعیت آن ۱۶۵ نفر (۳۳خانوار) بوده‌است.

## زبان
مردم این روستا کرد هستند و به زبان کردی سخن می گویند‌.